# Universidade de Ciências Pedagógicas Hector Alfredo Pineda Zaldivar
Established in 1972, a Universidade de Ciências Pedagógicas "Hector Alfredo Pineda Zaldivar" (UCPETP) (espanhol: Universidad de Ciencias Pedagógicas Héctor Alfredo Pineda Zaldívar), originalmente denominado "Héctor Alfredo Pineda Zaldívar Instituto Superior Pedagógico" (espanhol: Instituto Superior Pedagogico para la Ensenanza Tecnica , ISPETP) é uma universidade de educação superior, pós-graduação e pesquisa de doutorado localizada em Boyeros, Havana, Cuba. Tem como missão formar professores capazes de desenvolver profissionais de alto nível nas diferentes áreas da engenharia. Trabalha para se tornar o líder nacional de excelência científica e técnico-pedagógica para o aperfeiçoamento da Educação Técnico-Profissional e pelo seu protagonismo das carreiras técnicas nas demais instituições pedagógicas.

## Organização
Atualmente, as faculdades estão organizadas da seguinte forma:[carece de fontes?]
- Faculdade de Engenharia Mecânica
- Faculdade de Engenharia Elétrica
- Faculdade de Contabilidade
- Faculdade de Engenharia Agronômica
- Faculdade de Ciências da Computação
- Faculdade de Engenharia Civil